# Championnat d'Italie de rugby à XV 1961-1962
Navigation
Serie A 1960-1961 Serie A 1962-1963
Le Championnat d'Italie de rugby à XV 1961-1962 oppose les douze meilleures équipes italiennes de rugby à XV. Le championnat débute en 1961 et se termine en 1962. Le tournoi se déroule sous la forme d'un championnat unique en matchs aller-retour. Le Rugby Rovigo interrompt la série de quatre victoires consécutives de Fiamme Oro et remporte le titre pour la 5e fois.

## Équipes participantes
Les douze équipes sont les suivantes :
| - Amatori Milan - L'Aquila - Brescia - GS Esercito Napoli - Fiamme Oro - Livorno | - Rugby Milano - Parme - Partenope Napoli - Petrarca - Rugby Rovigo - Ignis Trévise |

## Classement
| Rang | Club                  | J  | V  | N | D  | Pm  | Pe  | Diff | Pts |
| ---- | --------------------- | -- | -- | - | -- | --- | --- | ---- | --- |
| 1    | Rugby Rovigo          | 22 | 18 | 1 | 3  | 202 | 82  | +120 | 37  |
| 2    | Fiamme Oro Padova (T) | 22 | 16 | 2 | 4  | 236 | 95  | +141 | 34  |
| 3    | Amatori Rugby Milan   | 22 | 14 | 3 | 5  | 205 | 125 | +80  | 31  |
| 4    | Ignis Trévise         | 22 | 13 | 3 | 6  | 173 | 105 | +68  | 29  |
| 5    | Petrarca Padoue       | 22 | 11 | 2 | 9  | 143 | 116 | +27  | 24  |
| 6    | Rugby Milano          | 22 | 9  | 3 | 10 | 148 | 155 | -7   | 21  |
| 7    | Partenope             | 22 | 10 | 0 | 12 | 193 | 185 | +8   | 20  |
| 8    | Rugby Parma           | 22 | 7  | 5 | 10 | 135 | 209 | -74  | 19  |
| 9    | L'Aquila Rugby        | 22 | 7  | 2 | 13 | 121 | 183 | -62  | 16  |
| 10   | Livorno               | 22 | 6  | 2 | 14 | 132 | 185 | -53  | 14  |
| 11   | Rugby Brescia         | 22 | 4  | 2 | 16 | 88  | 207 | -119 | 10  |
| 12   | GS Esercito           | 22 | 2  | 1 | 19 | 106 | 259 | -153 | 5   |

|  | Vainqueur (no 1)         |
|  | Relégués (no 11, no 12)  |
|  | T : tenant du titre 1961 |

Attribution des points :  victoire : 2, match nul : 1, défaite : 0.

## Vainqueur
| Entraîneur | Entraîneur             | Giordano Campice                       |
| Avants     | Pilier                 | F. Laurenti, Comisso, L. Rizzi, Modena |
| Avants     | Talonneur              | F. Navarrini                           |
| Avants     | Deuxième ligne         | Cassellato, Fogagnolo                  |
| Avants     | Troisième ligne aile   | Nicoli, R. Sartori, F. Olivieri        |
| Avants     | Troisième ligne centre | M. Baratella, Lazzarini, Veronese      |
| Arrières   | Demi de mêlée          |                                        |
| Arrières   | Demi d'ouverture       | Giu. Zuin                              |
| Arrières   | Centre                 | Viscardini, Vecchi                     |
| Arrières   | Ailier                 | V. Bordon, Merlin                      |
| Arrières   | Arrière                |                                        |